# Велетенський мурашиний лев західний
Велетенський мурашиний лев західний (Acanthaclisis occitanica) — вид комах з родини Мурашині леви (Myrmeleontidae).

## Поширення
Середземноморський реліктовий вид, який зустрічається в посушливих районах Середньої та південної Європи, на півночі Африки та широкою смугою від Малої Азії до Пакистану.
В Україні — південь та Крим. Рідкісний вид. Найчастіше трапляються поодинокі особини, проте місцями іноді спостерігається літ, який складається з численних дорослих особин.

## Морфологічні ознаки
Тіло і ноги густо вкриті довгими волосками. У костальному полі переднього крила клітинки переднього ряду плоскі, неначе сплющені, клітинки заднього ряду помітно більші, п'ятикутної форми, тіло імаго 40-49 мм.

## Особливості біології
Населяє переважно приморські піски та дюни з розрідженою чагарниковою чи трав'янистою рослинністю. На півдні Європи зустрічається і в гірській місцевості до висоти у 1000 м.н.р.м. Дорослі особини активні з настанням сутінків, досить охоче летять на світло. Личинки, які досягають у довжину до 30 мм, живуть у піщаному ґрунті під тонким шаром піску, де активно вишукують здобич. На відміну від багатьох інших представників родини пасток у вигляді лійок не будують. Повний цикл розвитку становить три роки.

## Загрози та охорона
Вид потерпає через господарське та рекреаційне освоєння приморських пісків, їхнє заліснення.